# 徳永一斗
徳永 一斗（とくなが かずと、1993年4月8日 - ）は、ジャパンラグビーリーグワン九州電力キューデンヴォルテクスに所属するラグビー選手。

## プロフィール
- 佐賀県佐賀市出身[1]。
- ポジションはプロップ(PR)。
- 身長 181 cm、体重 121 kg
- ニックネームはトク。
- U19日本代表に選ばれたことがある[2]。

## 略歴
2012年、佐賀工業高校卒業後、帝京大学に入る。なお佐賀工業高校時代、高校日本代表候補に選ばれたことがある。
2016年、帝京大学卒業後、九州電力キューデンヴォルテクスに加入。同年9月3日に行われたトップキュウシュウA第1節の三菱重工長崎戦に途中出場で公式戦初出場を果たした。